# Pat Fry
Pat Fry (Shepperton, 17 de março de 1964) é um engenheiro inglês de Fórmula 1 que atualmente ocupa o cargo de chefe técnico da equipe Williams. De 2010 a 2014, ele desempenhou várias funções de relevo na Scuderia Ferrari como: assistente de Aldo Costa (na época diretor técnico), diretor técnico de chassis e diretor de engenharia.

## Carreira

### Início
Pat Fry, após tentar vários cursos de engenharia, se tornou um aprendiz na Thorn EMI, em 1981. Enquanto na Thorn EMI, Pat Fry completou um curso em eletrônica na City of London Polytechnic. Ele se mudou para programas de mísseis Thorn, antes de decidir deixar a empresa em 1987 para prosseguir uma carreira no automobilismo.

### Benetton (1987–1993)
Fry tinha interesse em construir sistemas de suspensão para motos em seu tempo livre, e se juntou ao departamento de pesquisa e desenvolvimento da equipe de Fórmula 1 da Benetton em Witney, Oxfordshire, que na época trabalhava em sistemas de suspensão ativa. Ele se mudou para a equipe de teste e depois para o departamento de pesquisa e desenvolvimento da equipe da Godalming. Ele retornou à equipe de testes em 1991, antes de se tornar engenheiro de pista de Martin Brundle em 1992.

### McLaren (1993–2010)
Em 1993, o ex-colega da Benetton, Giorgio Ascanelli, persuadiu Fry a se juntar a ele na McLaren. Sua posição inicial era trabalhar em sistemas de suspensão ativa e comandar a equipe de testes da McLaren, mas os sistemas de suspensão ativa foram proibidos pelo órgão administrador da cateria antes do início da temporada de 1994 e então Fry mudou para uma posição de engenharia na equipe de corrida. Depois de uma temporada como engenheiro de pista de Mika Häkkinen em 1995, ele retornou para a equipe de testes da McLaren em 1996, apesar dos rumores que o ligavam a uma mudança para a Ferrari. Ele renovou seu contrato com a McLaren em 1997 para se tornar o engenheiro de pista de David Coulthard, cargo que ocupou por quatro anos. Fry se mudou para um papel de coordenação tática em 2001, supervisionando ambos os carros de corrida da equipe. Em 2002 ele foi promovido ao cargo de engenheiro chefe de desenvolvimento de corrida e foi responsável pelos chassis MP4-20, MP4-22 e MP4-24.

### Ferrari (2010–2014)
Após o anúncio de sua saída da McLaren em 14 de maio de 2010, veio um anúncio em 22 de junho de que Fry iria se juntar à Ferrari como diretor técnico assistente a partir de 1 de julho. Em 4 de janeiro de 2011, a Ferrari anunciou que Fry havia substituído Chris Dyer como chefe de engenharia de pista de corrida (mantendo sua posição de diretor técnico assistente de Aldo Costa). A mudança foi feita após um erro tático na última corrida da temporada de 2010, que custou a Fernando Alonso uma chance de conquistar o título. Em 24 de maio de 2011, Aldo Costa foi transferido para uma posição indefinida dentro da equipe e Fry recebeu o cargo de diretor de chassis, com o cargo de diretor técnico sendo removido imediatamente. A reestruturação da administração da Ferrari tornou o cargo de Fry um dos três — os outros sendo diretor de produção (preenchido por Corrado Lanzone) e diretor de eletrônica (preenchido por Luca Marmorini) — para se reportar diretamente ao chefe de equipe Stefano Domenicali, que assumiu as funções (só não o título) de diretor técnico.
Em 23 de julho de 2013, a Ferrari anunciou que o diretor técnico da Lotus, James Allison, assumiria o cargo de diretor técnico de chassi a partir de 1 de setembro; Fry permaneceria com a Ferrari como diretor de engenharia (um cargo recém-criado) e continuaria se reportando diretamente a Domenicali ao lado de Allison e do projetista chefe Nicholas Tombazis. Fry permaneceu na Ferrari até 2014, quando ele saiu da equipe italiana em virtude de uma reestruturação anunciada em 16 de dezembro de 2014.

### Manor Racing (2016–2017)
Em janeiro de 2016, Fry se juntou à Manor Racing como consultor de engenharia. Cargo este que ele deixou após a equipe sair da Fórmula 1 em janeiro de 2017.

### Returno à McLaren (2018–2019)
Em 4 de setembro de 2018, a McLaren anunciou que Pat Fry se juntaria à equipe como diretor de engenharia, cargo que estava vago desde a saída de Matt Morris. Fry liderou a equipe de Woking no processo de desenvolvimento de seu chassi para a temporada de 2019. Entretanto, o acordo de Fry com a McLaren era temporário, pois a equipe já havia acertado a contratação de James Key, da Toro Rosso, mas precisava aguardar até o início de 2019 para ter Key trabalhando na equipe.
Em 2 de julho de 2019, a McLaren confirmou que Pat Fry estava deixando a equipe e, que James Key iria assumir o cargo de diretor de engenharia em definitivo a partir dessa data.

### Renault (2020)
Em 2 de novembro de 2019, a Renault F1 Team anunciou a contratação de Fry, que ainda estava sob contrato com a McLaren. De acordo com o comunicado da equipe francesa, seria necessário esperar o fim das obrigações contratuais vigentes para o engenheiro poder começar a trabalhar na Renault. Fry começou a trabalhar na equipe francesa como diretor técnico em 5 de fevereiro de 2020.

### Alpine (2021–2023)
Fry permaneceu no mesmo cargo após a equipe Renault ser transformada na Alpine F1 Team em 2021. No início de fevereiro de 2022, após uma reestruturação na equipe técnica da Alpine, ele foi promovido ao posto de chefe técnico e seu antigo papel foi ocupado por Matt Harman.
Durante o fim de semana do Grande Prêmio da Bélgica de 2023, em 28 de julho de 2023, foi anunciado que Fry deixaria a Alpine com efeito imediato.

### Williams (2023–)
Em 28 de julho de 2023, no mesmo dia que foi anunciada a saída de Fry da Alpine, para se juntar à Williams Racing como seu novo chefe técnico.